# 1027
Năm 1027 là một năm trong lịch Julius.